# Chleny
Chleny (německy Chlenn) jsou obec, která se nachází v okrese Rychnov nad Kněžnou v Královéhradeckém kraji. Žije zde 211 obyvatel. Od roku 2003 je obec členem dobrovolného svazku obcí Orlice.

## Historie
První písemná zmínka o obci pochází z roku 1353.

## Pamětihodnosti
- Kostel svatého Apolináře, na návsi

## Galerie

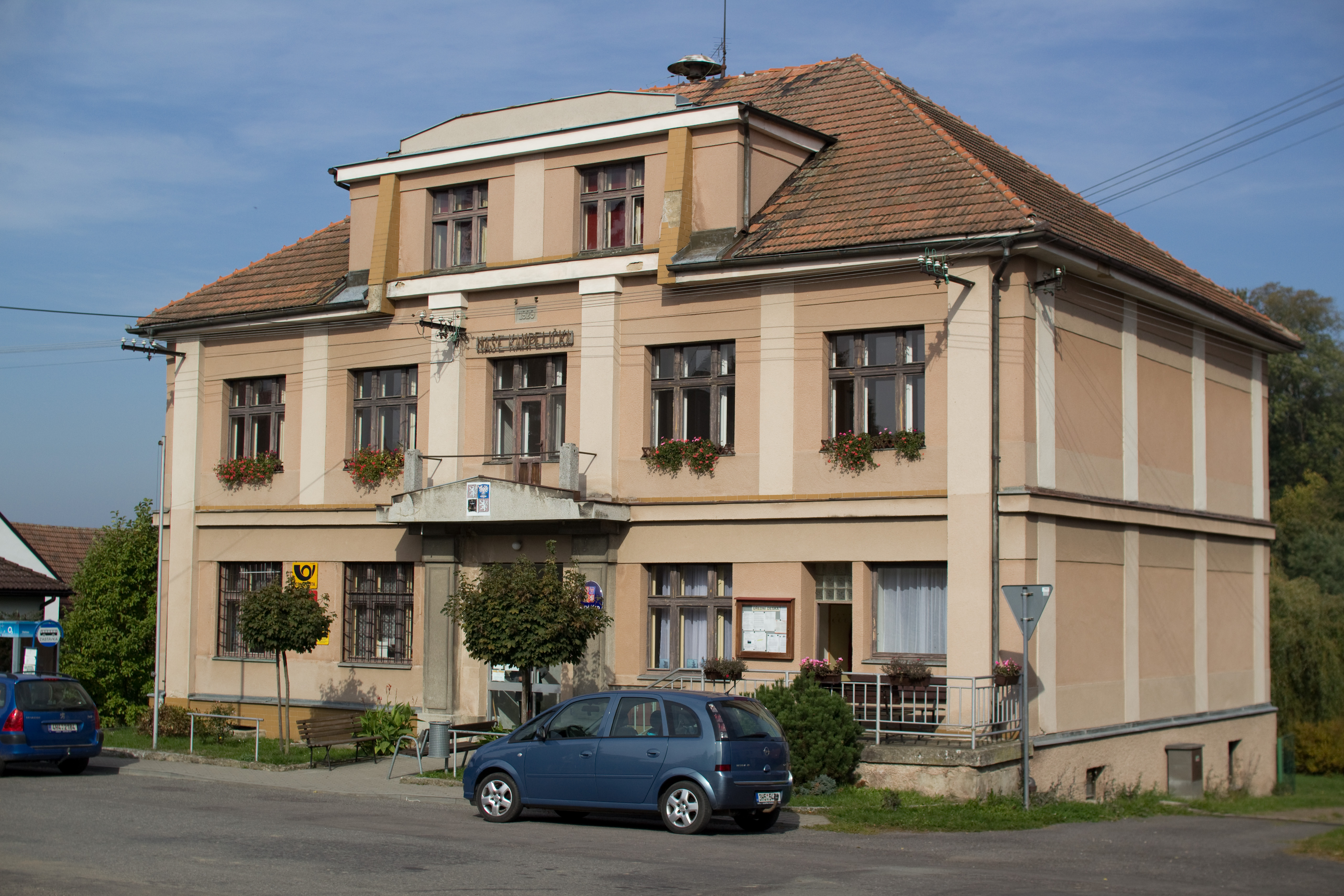
Obecní úřad
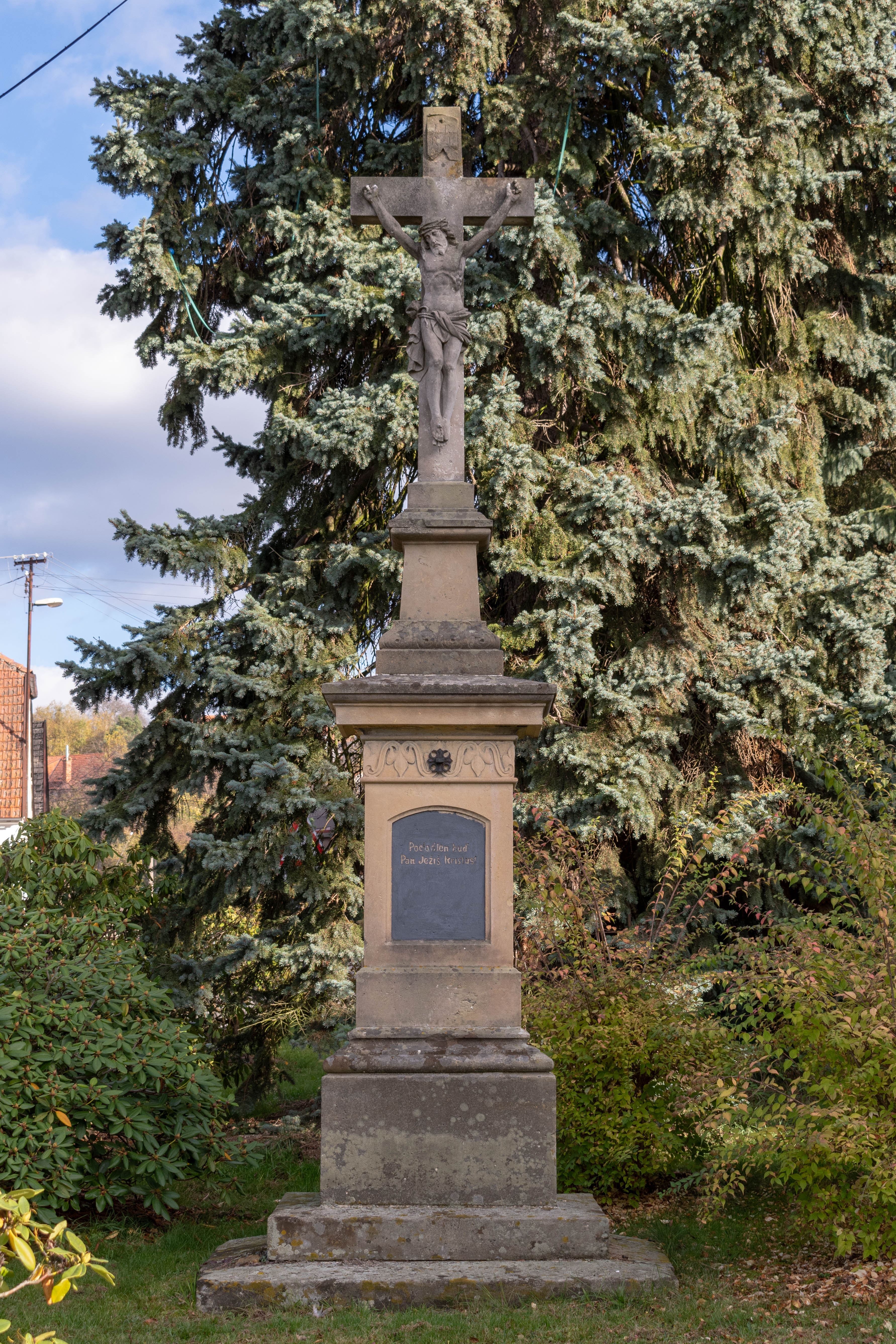
Misionární kříž na návsi
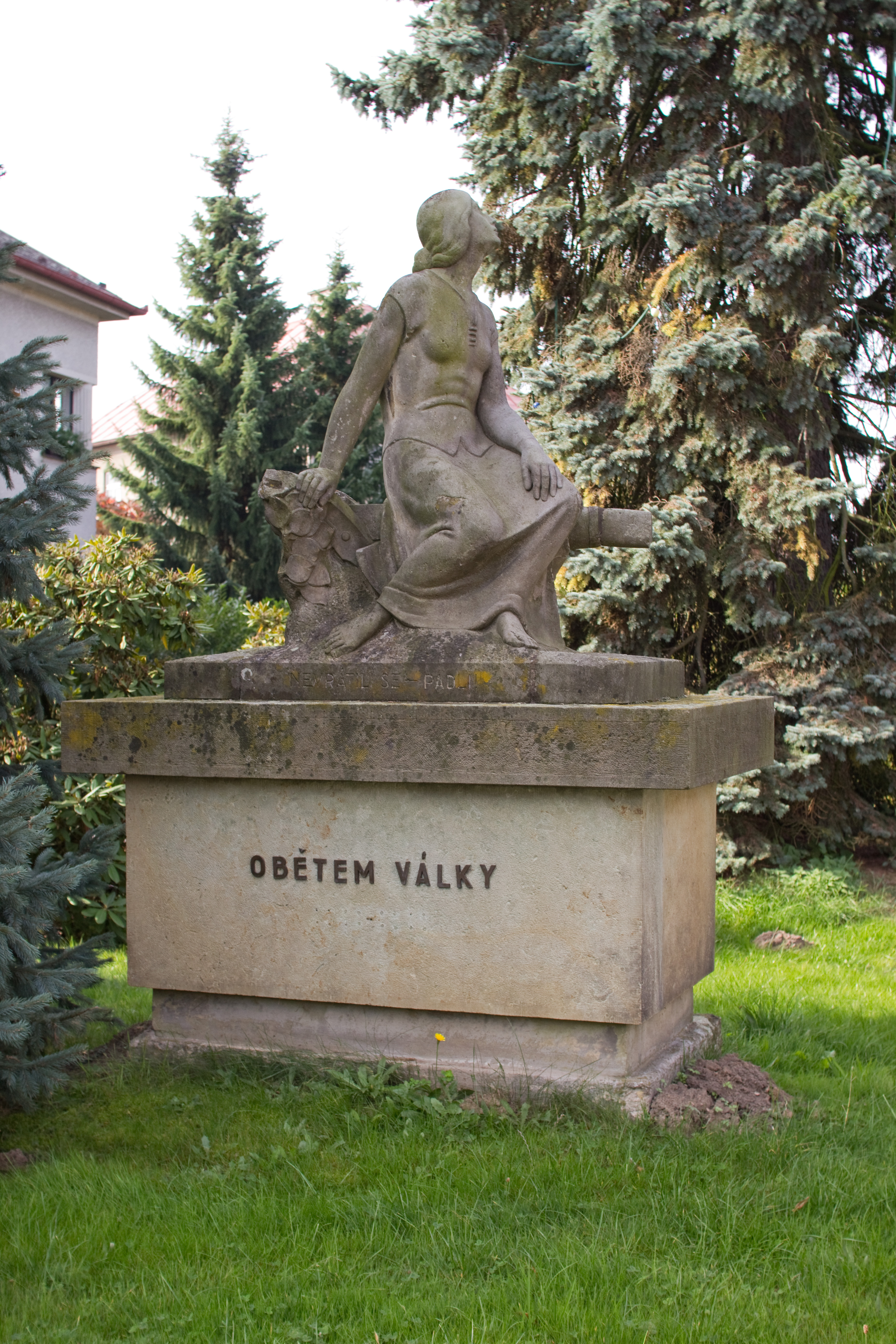
Pomník padlým na návsi